# Trädgårdsföreningen, Göteborg

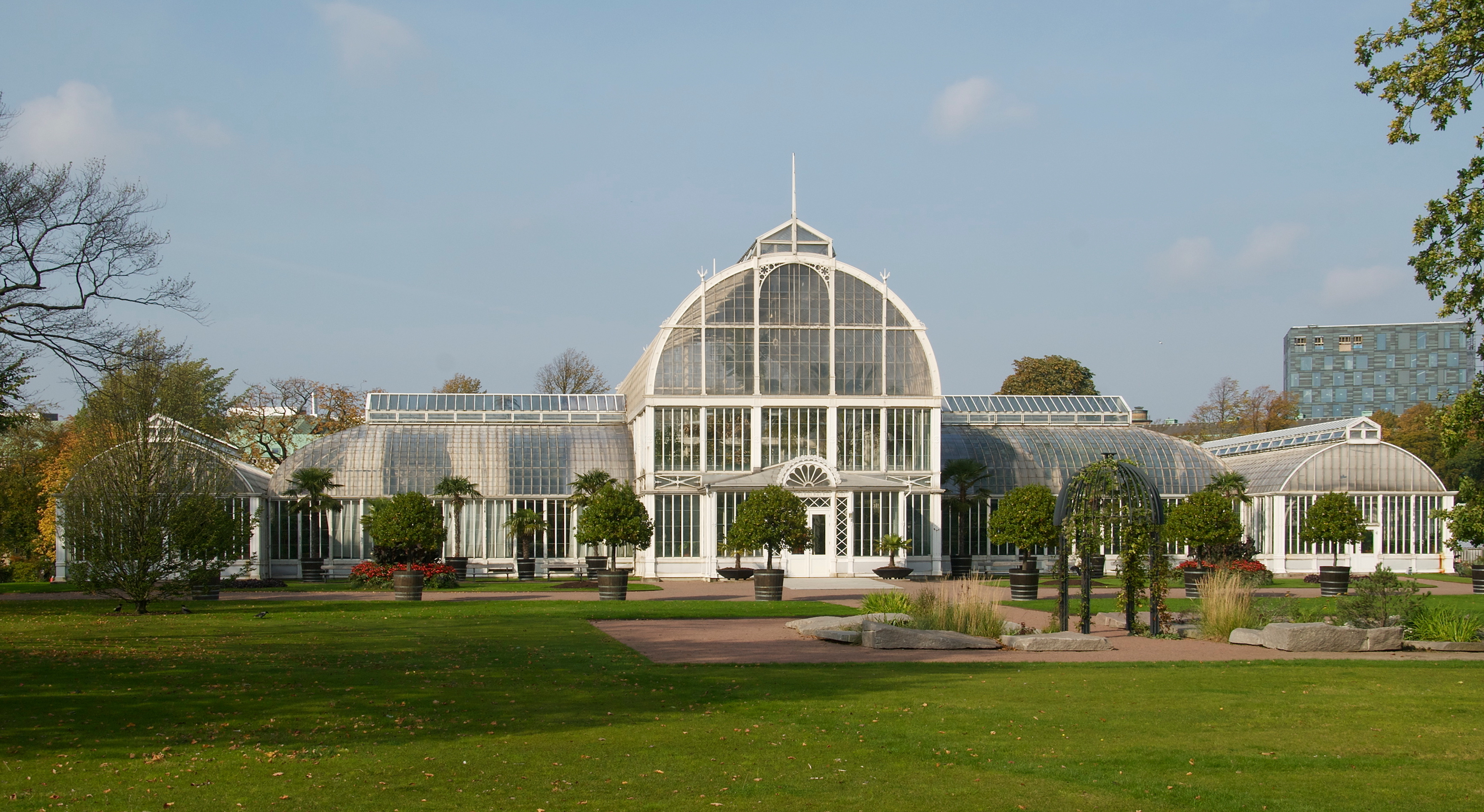
Palmhuset

Trädgårdsföreningen är en stadspark i centrala Göteborg, avgränsad av Nya Allén, Vallgraven, Södra vägen samt Ullevigatan. Parken har numera ett rosarium, växthus, palmhus samt butiker, caféer och en utomhusscen för olika uppträdande. I parken ligger också Restaurang Trädgårn. Rosariet i parken har belönats med tre stjärnor i Guide Michelin och klassas därför som en av Göteborgs stora sevärdheter.
Som första park i Sverige förklarades Göteborgs Trädgårdsförening den 2 juni 1992 som byggnadsminne. Redan 1976 hade Palmhuset i parken blivit byggnadsminne.

## Historik

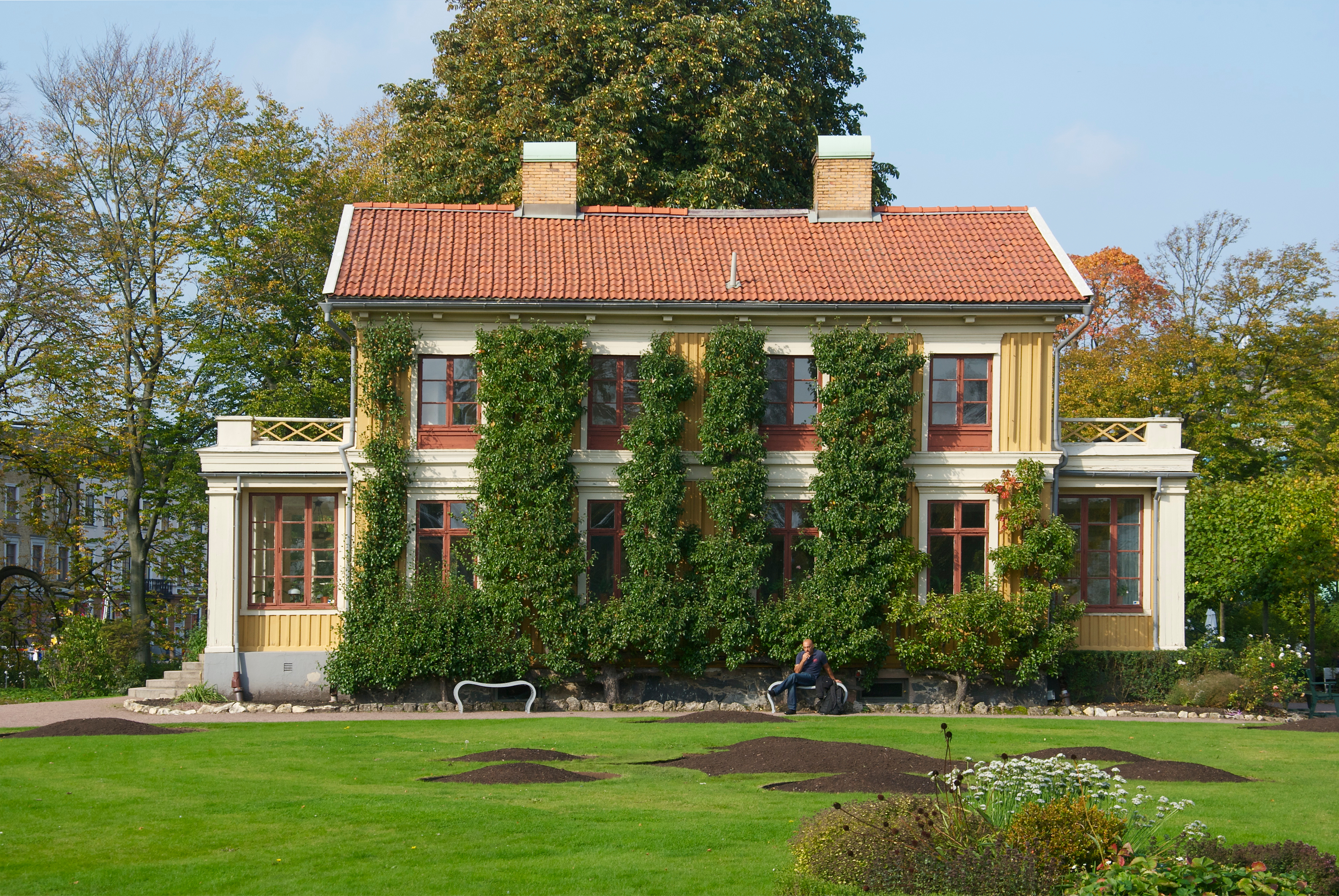
Direktörens villa

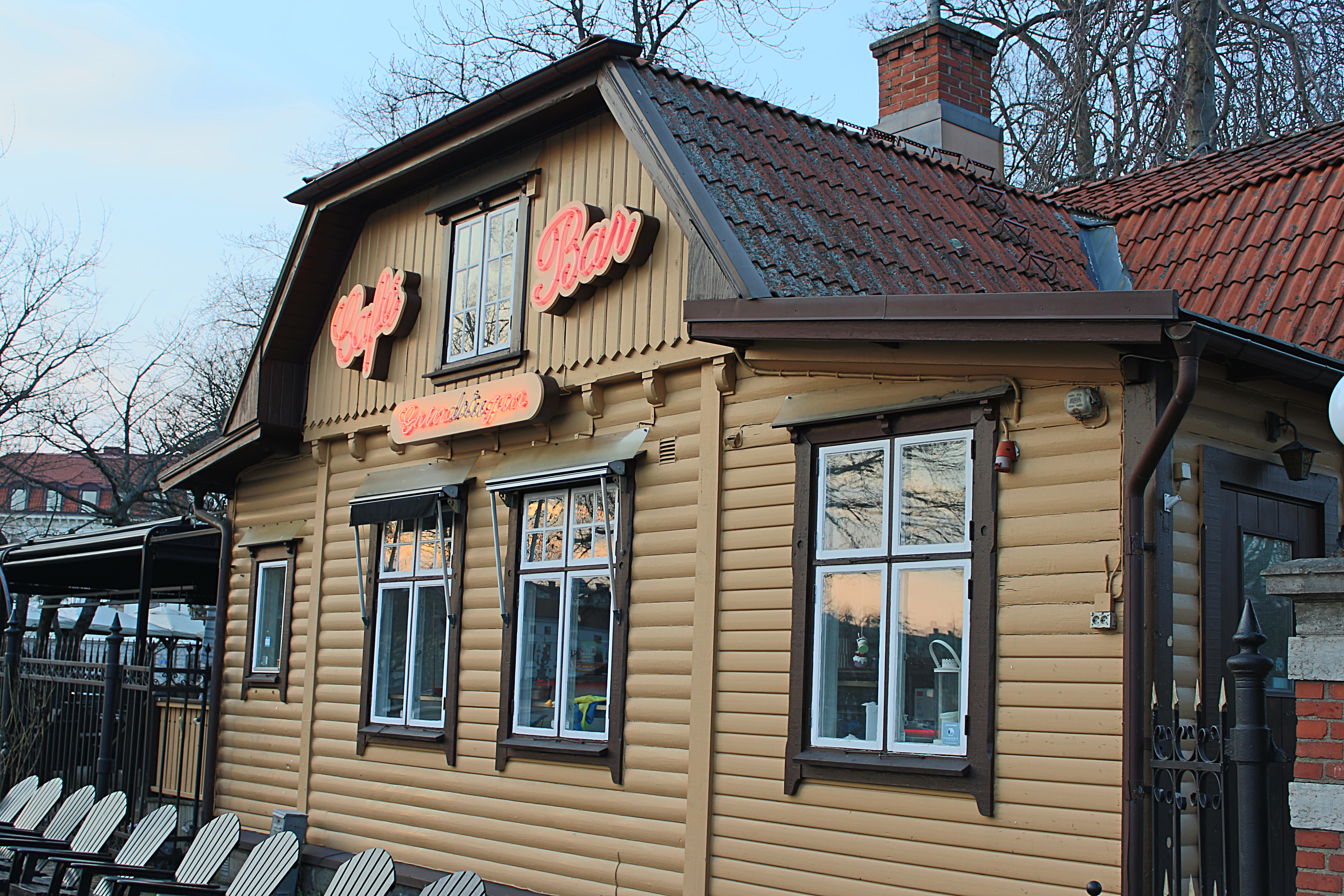
Café Grindstugan vid entrén invid Bältspännarparken

Göteborgs Trädgårdsförening bildades år 1842, efter beslut av Karl XIV Johan den 28 september 1842 att "afträda den Segerlindska ängen (cirka 18 tunnland) för ändamålet". Denna hade tidigare tillhört den kände Göteborgs traktören och hotelldirektören Laurentius Segerlind.
Initiativtagaren var kaptenen vid Göta artilleriregemente Henric Elof von Normann, en stor blomsterälskare, som på sommaren 1840 reste till Berlin och besökte dess stora botaniska trädgårdar. Övriga stiftare var: överläkaren på Sahlgrenska Pehr Christopher Westring, kommerserådet James Dickson, docenten Magnus Wilhelm von Düben, doktor A. G. Franck, apotekaren A. H. Grén, magister John Erhard Areschoug samt juveleraren J. E. Tengstedt.
Ett årligt bidrag på 1 000 riksdaler till den då nybildade Trädgårdsföreningen beslutades 1842 av Magistraten i Göteborg. Pengarna avsåg att föreningens trädgårdsmästare skulle ta hand om stadens parker och planteringar. Åtskilliga gånger förlängdes överenskommelsen.
I mars 1843 fick arkitekterna Victor von Gegerfelt och Heinrich Kaufmann i uppdrag att tillsammans med trädgårdsmästaren Franz Töpel, ta fram ritningar och kostnadsberäkningar för en anläggning på fältet. Både Gegerfelt och Töpel fick dock avgå i augusti 1844, men det blev ändå Gegerfelts och Kaufmanns gemensamma bolag "ByggnadsContoiret" (startat 1842) som fick uppdraget med att uppföra trädgårdsanläggningen. Det visade sig snart vara ett problematiskt och dyrt arbete, eftersom hela området bestod av blålera och "pålningarna var som att slå ner en tändsticka i en smörklick". Staden utlovade finansiellt stöd med 5 000 riksdaler Banco och några tusen lass med en "utmärkt god compost" från Larmgatan som skulle "bereda en herrlig vegetation uti den annars så liftomma leran", dessutom skrevs ett förmånligt avtal med "styrelsen öfver Artilleri Staben" om att under två år erhålla all hästspillning därifrån mot en ersättning av 250 Riksdaler Banco om året.
Den 29 maj 1863 beslöts att Trädgårdsföreningen skulle förses med en gasledning. Då verksamheten expanderade uppfördes år 1874 en ny ekonomibyggnad vid dåvarande Slussgatan, ritad av Gegerfelt.
Fröhandel var från början den stora inkomstkällan, och som mest delades 40 000 exemplar ut av deras katalog. Byggnaden för Fröhandeln stod klar i november 1876, även den ritad av Gegerfelt. Legendarisk i sammanhanget blev fröhandelsföreståndaren och kamreren Gustaf Alfred Gustafsson, som under 50 år (1887-1937) ledde fröhandeln på ett mycket lönsamt sätt. Byggnaden förlängdes 1890, och år 1920 genomfördes en större ombyggnad.
På grund av sviktande ekonomi övertogs parken år 1975 av Göteborgs kommun.
Rosariet i parken innehåller 1 200 olika rosarter. Det är delvis baserat på prästen och rosodlaren Göte Haglunds rossamling som skänktes till parken inför invigningen av rosariet 1987.

## Restaurangen

Göteborgs Trädgårdsförening, restaurangen 1887-1965.

Trädgårdsföreningens restaurant stod klar den 14 april 1887 efter ritningar av Adrian C. Peterson. Den ombyggdes 1923 av arkitekt Carl Bergsten, men brann ned 1965. Konsertsalongen var namnet på byggnaden före 1923.

## Palmhuset

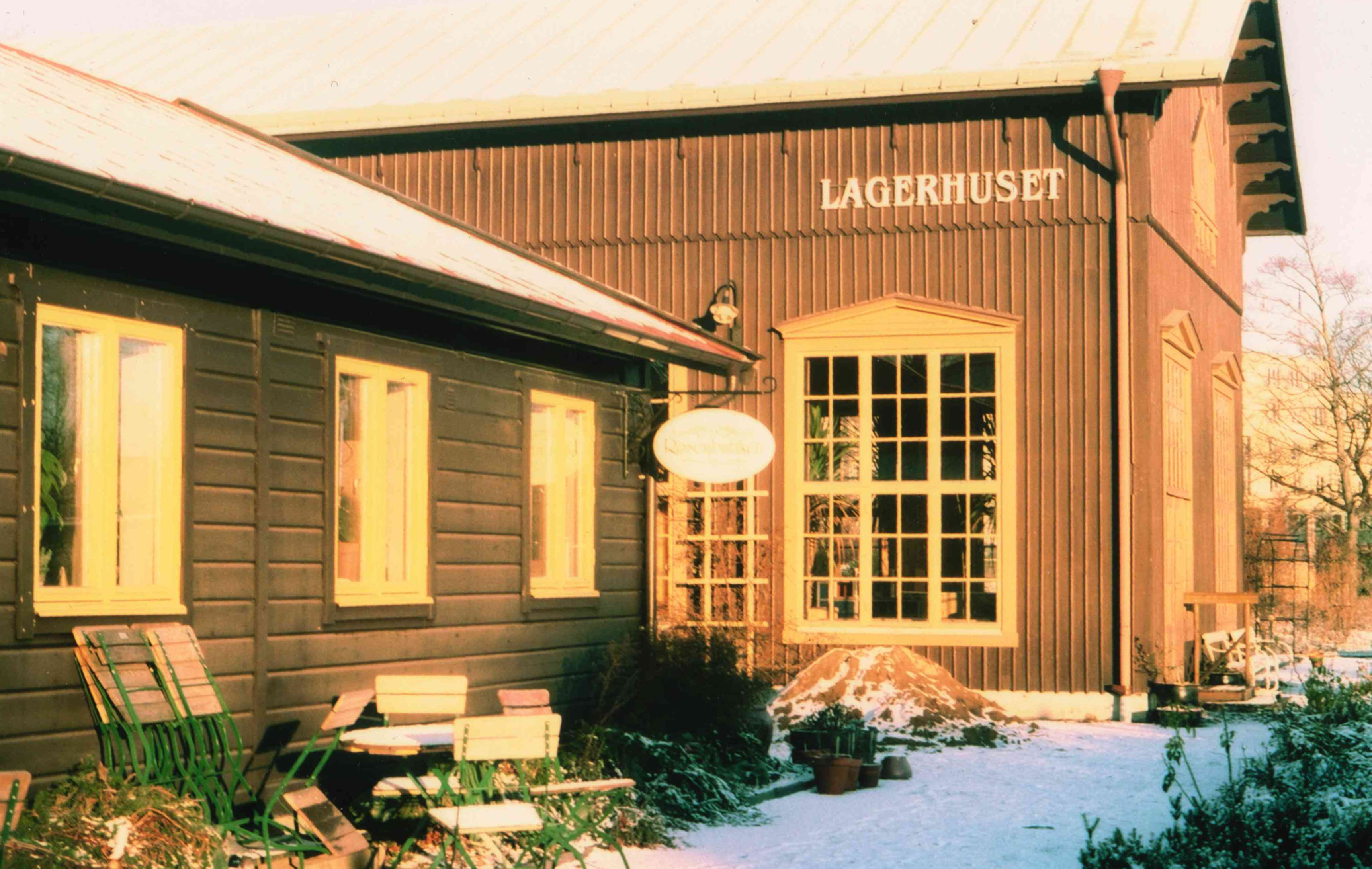
Gamla lagerhuset i Trädgårdsföreningen, under första världskriget använd som regementsbyggnad.

Palmhuset uppfördes år 1878 i gjutjärn och glas till en kostnad av 145 000 kronor. Det berömda Kristallpalatset i London, som uppfördes för Londonutställningen 1851, var en viktig arkitektonisk förebild. Byggnaden har en yta på närmare 1 000 kvadratmeter, och är uppdelad i olika sektioner med varierande klimat för olika typer av växter.

## Motiv för parken som byggnadsminne
Trädgårdsföreningens park började anläggas 1842. Den är en av landets allra tidigaste offentliga parker och den för tillkomsttiden mest storslagna. Genom sina engelska influenser intar den en unik ställning gentemot senare anlagda stadsparker, som utformades efter tyska parkanläggningsideal. Anläggningens plan, liksom växturvalet i rabatter och planteringar, har fram till idag bibehållit sin ursprungliga karaktär med tidstypiskt växtsortiment och slingrande stigar.
Ett par av parkens tidigaste byggnader är uppförda under parkens tidigaste tid, direktörsvillan 1847 och elevbostaden 1868, medan många av de övriga tillkom kring sekelskiftet. Idag utgör Trädgårdsföreningens park en av de mest välbevarade offentliga parkerna från 1800-talets mitt samtidigt som den intar en särställning i parkanläggandets svenska historia. Den blev tidigt den viktigaste promenadplatsen för stadens borgerskap och utgör numera en omistlig del av stadsmiljön i centrala Göteborg.